# Lauro Ikastola
Lauro Ikastola (CPEIPS Lauro Ikastola HLBHIP) es un centro educativo concertado de 1.950 alumnos y alumnas, creado en 1966 en Bilbao y situado posteriormente en el término municipal de Lujua, en la provincia de Vizcaya, España.
Lauro Ikastola nació en el franquismo, su objetivo fue promover e inculcar la cultura vasca y la transmisión viva del euskera, la  euskaldunización y la tradición y cultura vascas.
Su oferta educativa va desde los 3 a los 18 años, y hoy en día es, junto con Askartza-Claret Ikastetxea (Lejona), Colegio Vizcaya (Zamudio), Lauaxeta Ikastola (Amorebieta-Echano) y Colegio P. Andrés de Urdaneta (Lujua), uno de los centros educativos más grandes, conocidos y destacados del País Vasco.

## Historia
La historia de Lauro Ikastola tiene su origen en 1957, en los primeros intentos de escolarización en euskara en la iglesia San Nicolás (Bilbao). Tras un período de clandestinidad (1960-1966) en el que la enseñanza se impartía en domicilios, en 1966 se instala como la ikastola Resurrección Mª de Azkue, en la Calle Elkano, 6, de Bilbao. con el amparo de Euskaltzaindia - Real Academia de la Lengua Vasca.
Gracias a este respaldo y una carta de apoyo de la Diputación Foral de Vizcaya, la euskaltzale y promotara del proyecto Julita Berrojalbiz solicita al Ministerio de Madrid la legalización oficial. La ikastola Azkue es legalizada en 1968, siendo así la primera ikastola en todo el territorio de Euskal Herria en obtener permiso para enseñar en euskera y castellano.
En el curso 1972-1973, el proyecto de Azkue tenía ya más de 630 alumnos. Los pisos de Elcano y Gran Vía no daban para más. La Ley General de Educación de 1970, por otro lado, exigía nuevas condiciones para los centros educativos, muy difíciles de cumplir en aquellas sedes. Por recomendación del Ayuntamiento de Bilbao, se decidió apostar por trasladarse al barrio de Lauroeta, en el actual municipio de Loiu, donde se encontró el caserío Lauro Txikerra. En 1970 las familias se agruparon en torno a una cooperativa, de nombre Lauro, para dar ese salto adelante con todas las garantías, y fue la Primera Ikastola en adquirir dicha fórmula jurídica. El primer curso de Lauro Ikastola en Loiu fue el 73-74.
Entre los docentes de Lauro Ikastola se encuentra Miren Dobaran, política y alcaldesa de Berango, que fue directora de la Ikastola entre 2013 y 2016.

## Alumnado
Entre el alumnado de Lauro Ikastola está:
- Idoia Mendia, abogada, política, secretaria general del Partido Socialista de Euskadi-Euskadiko Ezkerra (PSE-EE), Consejera de Interior, Justicia y Administración Pública, y portavoz del Gobierno Vasco (2009-2012).[9]
- Iñigo Iturrate, miembro del Partido Nacionalista Vasco, miembro de las Juntas Generales de Vizcaya y parlamentario del Parlamento Vasco desde 2007[10][11]
- Amaia Arregi Romarate, abogada, miembro del Partido Nacionalista Vasco, presidenta de EGI, y parlamentaria del Parlamento Vasco desde 2009[12][13][14]
- Jon Gerediaga. poeta y dramaturgo vasco. Actual profesor de filosofía.[15]